# Pagode Hongfo
 (juillet 2021).
La mise en forme du texte ne suit pas les recommandations de Wikipédia : il faut le « wikifier ».
Les points d'amélioration suivants sont les cas les plus fréquents :
- Les titres sont pré-formatés par le logiciel. Ils ne sont ni en capitales, ni en gras.
- Le texte ne doit pas être écrit en capitales (les noms de famille non plus), ni en gras, ni en italique, ni en « petit »…
- Le gras n'est utilisé que pour surligner le titre de l'article dans l'introduction, une seule fois.
- L'italique est rarement utilisé : mots en langue étrangère, titres d'œuvres, noms de bateaux, etc.
- Les citations ne sont pas en italique mais en corps de texte normal. Elles sont entourées par des guillemets français : « et ».
- Les listes à puces sont à éviter, des paragraphes rédigés étant largement préférés. Les tableaux sont à réserver à la présentation de données structurées (résultats, etc.).
- Les appels de note de bas de page (petits chiffres en exposant, introduits par l'outil «  Source ») sont à placer entre la fin de phrase et le point final[comme ça].
- Les liens internes (vers d'autres articles de Wikipédia) sont à choisir avec parcimonie. Créez des liens vers des articles approfondissant le sujet. Les termes génériques sans rapport avec le sujet sont à éviter, ainsi que les répétitions de liens vers un même terme.
- Les liens externes sont à placer uniquement dans une section « Liens externes », à la fin de l'article. Ces liens sont à choisir avec parcimonie suivant les règles définies. Si un lien sert de source à l'article, son insertion dans le texte est à faire par les notes de bas de page.
- La présentation des références doit suivre les conventions bibliographiques. Il est recommandé d'utiliser les modèles {{Ouvrage}}, {{Chapitre}}, {{Article}}, {{Lien web}} et/ou {{Bibliographie}}. Le mode d'édition visuel peut mettre en forme automatiquement les références.
- Insérer une infobox (cadre d'informations à droite) n'est pas obligatoire pour parachever la mise en page.

Pour une aide détaillée, merci de consulter Aide:Wikification.
Si vous pensez que ces points ont été résolus, vous pouvez retirer ce bandeau et améliorer la mise en forme d'un autre article.

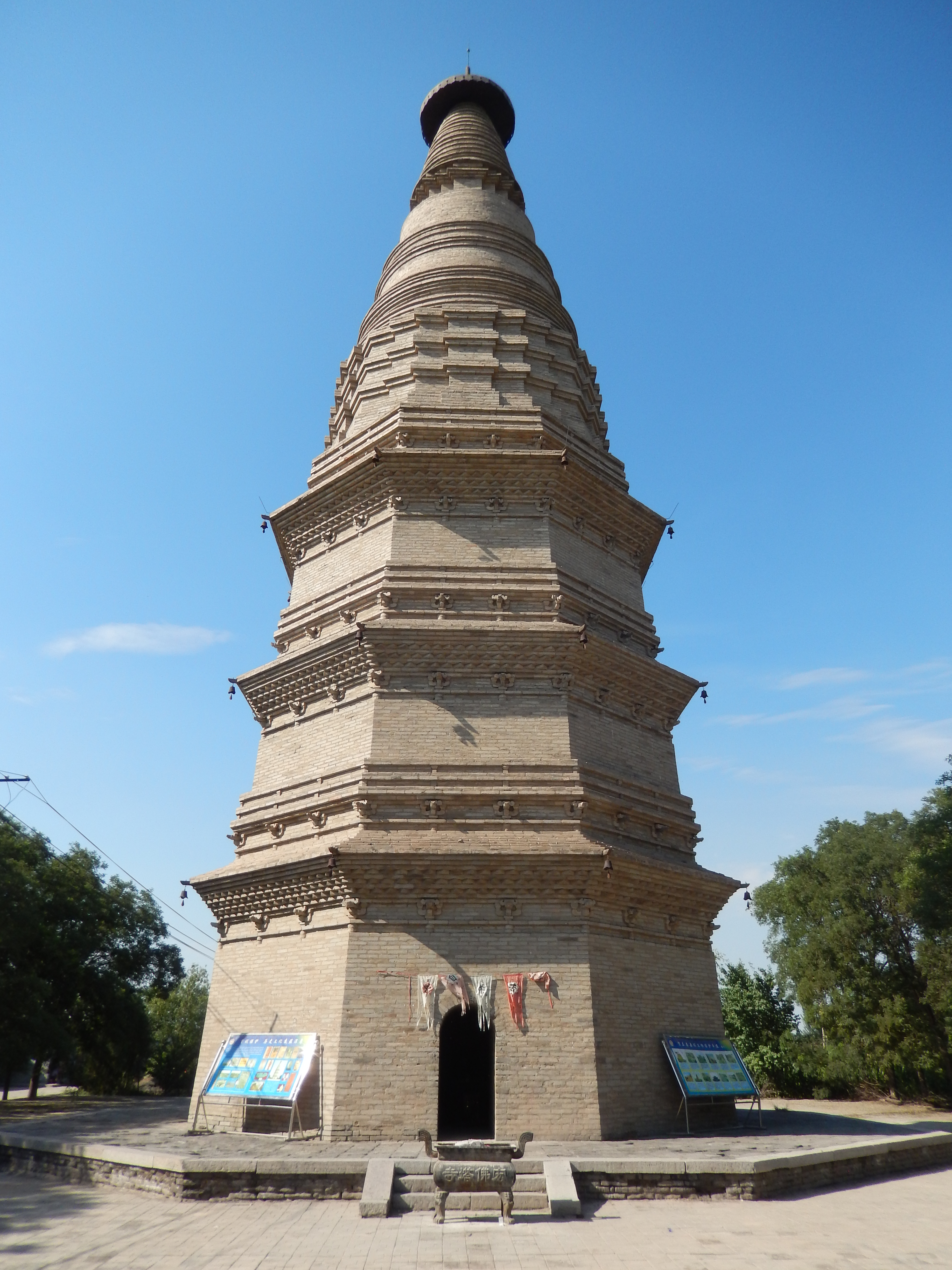
Pagode de Hongfo dans le comté de Helan

La pagode Hongfo (Chinois : 宏佛塔; pinyin: Hóngfó Tǎ), ou « Pagode du Grand Bouddha », est une pagode octogonale en briques située dans le Xian de Helan, juste au nord de la ville de Yinchuan, dans la région autonome du Níngxià, en Chine.
La pagode a été construite pendant la Dynastie des Xia occidentaux (1038-1227). Lors de sa rénovation en 1990, un certain nombre de statues et de textes imprimés des Xia occidentaux y ont été découverts.

## Historique
La pagode est située dans la campagne à l'est du village de Hongxing (红星村), du canton de Jingui (金贵镇), à environ 5 kilomètres de la ville de Helan.
Sur la base de la découverte d'artefacts et de textes de la période des Xia Occidentaux lors de la rénovation en 1990, la pagode est datée des Xia occidentaux (1038-1227). La datation au carbone 14 et la datation dendrochronologique ont donné des dates de 1140±100 ans BP et 1080±105 ans BP (dendrochronologie) pour le pilier central en bois, et dates de 1050±90 ans BP et 995±95 ans BP (dendrochronologie) pour les poutres en bois Ces dates suggèrent que la pagode a été construite pour la première fois avant les Xia occidentaux, mais le style architectural et les artefacts trouvés à l'intérieur de la pagode, indiquent plutôt une réalisation dans la dernière partie des Xia occidentaux, à la fin du XIIe ou au début du XIIIe siècle (vers 1190-1227).
La pagode faisait à l'origine partie d'un monastère bouddhiste, mais c'est maintenant le seul vestige du temple. Sur la base de la haute qualité des statues et des peintures trouvées dans la pagode, on pense que le monastère auquel elle appartenait devait être de haut rang, sous patronage impérial. Shi Jinbo suggère que le monastère associé aurait pu être le monastère Dadumin ou le monastère Wenjia, mais il n'y a aucune preuve de cette identification.
Une source dynastie Ming mentionne l'existence d'un lac appelé « lac des Trois-Stupa » situé à 30 li au nord-est de la capitale de l'ouest de Xia, qui, selon Lei Runze, pourrait être lié à la pagode Hongfo. En dehors de cela, il n'y a aucune autre mention historique de la pagode Hongfo.
La pagode a été réparée et rénovée plusieurs fois au cours des siècles, mais dans les années 1980, elle était dans un état précaire. La maçonnerie autour de la base était manquante, le pinacle perdu et de grandes fissures parcouraient la structure. En 1987, des experts de divers instituts ont été invités à inspecter la pagode et à élaborer un plan pour sa restauration. L'enquête a conclu que la pagode était structurellement instable et pouvait s'effrondrer à tout moment, il a donc été décidé de démonter la pagode et de la reconstruire. Le démantèlement et la reconstruction de la pagode ont eu lieu en 1989-1990.
En 1990, un panel d'experts a désigné la découverte d'artefacts des Xia Occidentaux dans la pagode comme l'une des dix découvertes archéologiques les plus importantes de l'année.
En 1988, la pagode a été classée site culturel protégé important du Ningxia; et en 2013, la pagode a été classée site historique et culturel majeur protégé au niveau national.

## Description

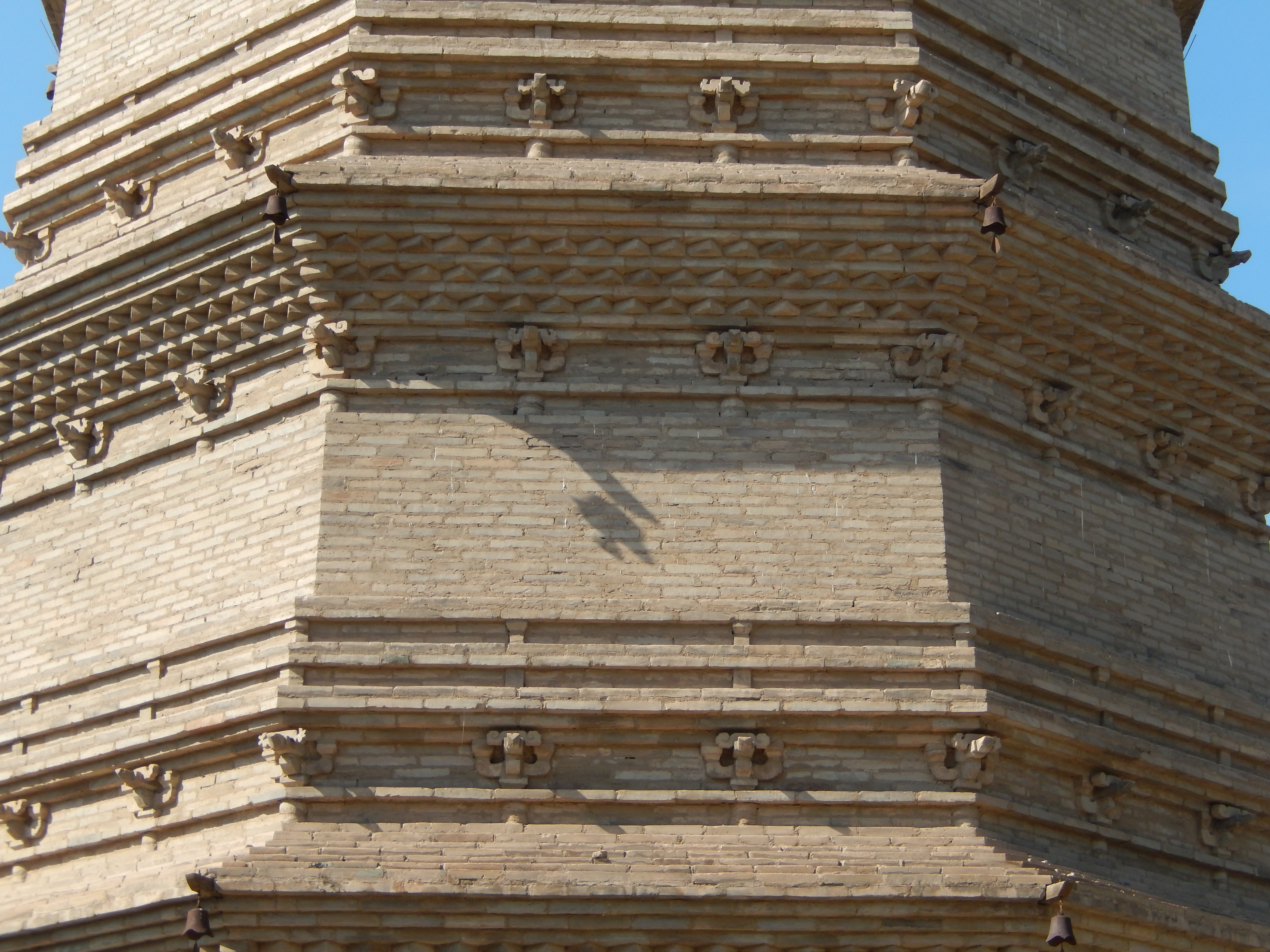
Détail du deuxième étage de la partie inférieure

La pagode est de forme très inhabituelle, étant divisée verticalement en deux sections architecturalement distinctes. La section inférieure est de forme octogonale, chaque côté étant large de 5 mètres à la base, et comprend trois étages, pour un total de 15,73 mètres de hauteur. La partie supérieure a la forme d'un stupa de style tibétain avec une base en gradin en forme de ratha et un dôme hémisphérique. Avant rénovation, la pagode endommagée mesurait 28,2 mètres de haut, mais après rénovation (et reconstruction du chatra sommital perdu) la pagode atteint maintenant une hauteur de 35 mètres.
La pagode était construite en briques autour d'un intérieur en argile solide, avec un pilier central en bois. Après rénovation, il est aujourd'hui creux, avec une petite entrée sur la face sud du premier étage qui mène à l'intérieur creux, non cloisonné en étages, et s'élevant dans la partie haute.

## Artefacts découverts dans la pagode
Lors de la rénovation de 1990, un grand nombre d'objets datant des Xia occidentaux ont été découverts dans une petite pièce à la base du sommet de la pagode, notamment les restes de statues bouddhistes en terre cuite peinte et des milliers de morceaux de planches d'impression en bois pour des textes bouddhistes Tangoutes. Quatorze des objets découverts ont été classés patrimoine culturel de classe A sous protection nationale. Les objets découverts comprennent :
- 6 sculptures en terre cuite de têtes de bouddhas ;
- 2 sculptures en terre cuite de visages de bouddhas ;
- 2 sculptures en terre cuite de visages de gardiens courroucés ;
- 18 sculptures en terre cuite de têtes d'arhats ;
- les corps et diverses parties du corps de 12 statues en terre cuite d'arhats ;
- une sculpture en bois d'un bodhisattva, de 24,4 centimètres de haut ;
- une sculpture en bois d'une figure tantrique de 28,5 centimètres de haut ;
- les restes de 14 peintures sur soie, dont sept sont des peintures de style chinois et six sont des thangkas de style tibétain ;
- 4 modèles miniatures en argile de Bouddhas de 4 centimètres ;
- plusieurs modèles de stupas en terre cuite peinte;
- un modèle en bois d'un stupa, de 17,5 centimètres de haut, avec un ruban de soie noué à son embout ;
- une tablette en bois, de 11,2 cm par 1,9 cm inscrit d'écriture Tangoute sur les deux faces ("l'argent pour la [restauration de la] précieuse pagode" d'un côté, et les noms des donateurs de l'autre) [N11·003] ;
- un fragment d'une page imprimée du glossaire Tangoute-chinois Perle dans la Paume (partie de la 6e colonne du 4e folio) [N11·001] ;
- un fragment d'un manuscrit d'un texte bouddhiste Tangoute, avec quatre caractères Tangoutes (le dernier caractère signifie 'Bouddha') [N11·002][4],[5] .

En outre, plus de 2 000 morceaux de planches d'impression en bois ont été découverts dans la pagode, dont 1 068 gravés de caractères Tangoutes pour l'impression de sutras bouddhistes. Les planches d'impression ont été soumises à un incendie et le bois a été carbonisé en une couleur noire.La plupart des pièces survivantes sont de petits fragments avec seulement quelques caractères dessus. Sur la base de la taille de l'écriture Tangoute, les blocs de bois ont été classés en trois types : 
- 1) blocs de bois « gros caractères » (chaque caractère 1,0–1,2 cm 2 ) [N12·001–017] ; 
- 2) blocs de bois « caractère moyen » (chaque caractère environ 1,0 cm 2 ) [N12·018–526] ;
- 3) des blocs de bois "petits caractères" (chaque caractère environ 0,6 cm 2 ) [N12·527–1068].
Selon Shi Jinbo, les planches d'impression pour la traduction en tangoute du Shì móhēyǎn lùn 釋摩訶衍論 (un commentaire bouddhiste attribué à Nāgārjuna mais qui n'existe plus que dans une traduction chinoise) sont les plus anciennes gravures sur bois de texte en Chine.

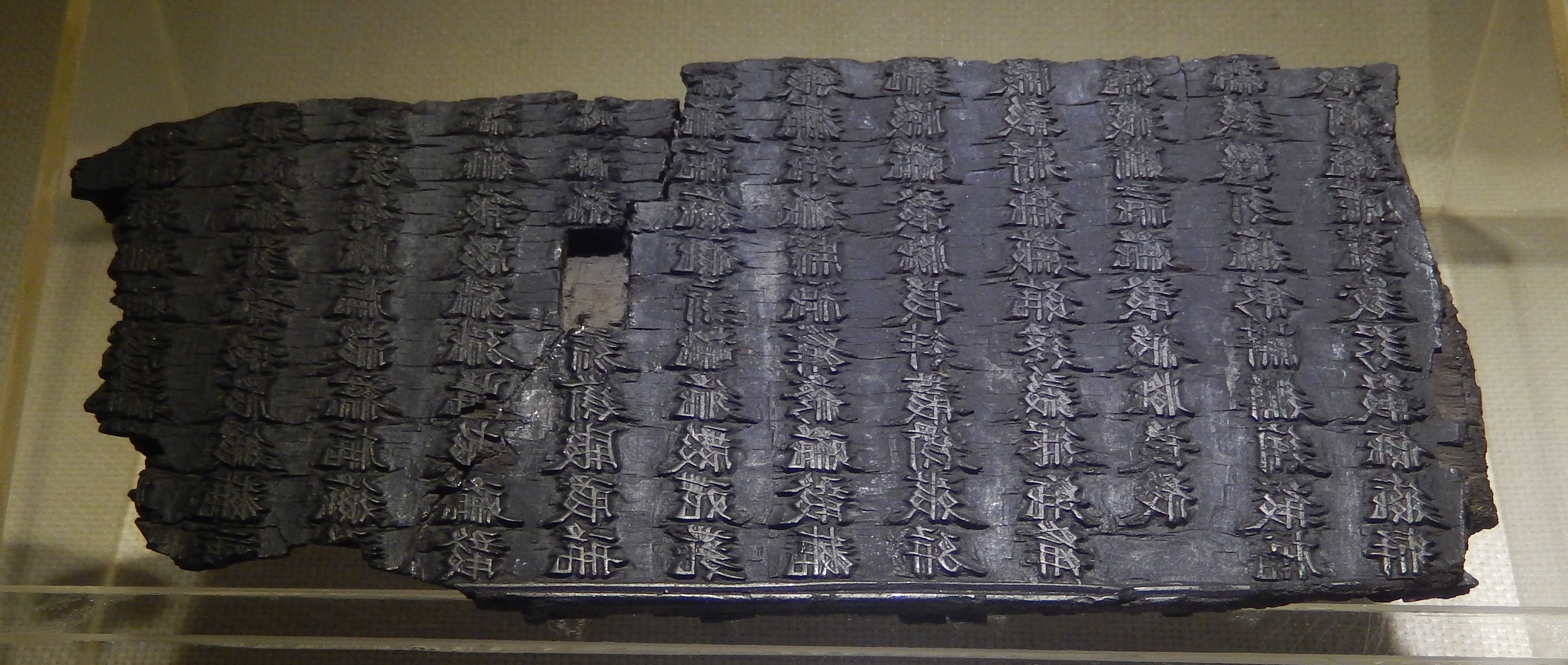
Planche de bois gravée du texte de la traduction Tangoute du Shì móhēyǎn lùn 釋摩訶衍論 [N12·019

Huit modèles en argile de stupas ont également été découverts dans une dépression dans les fondations en pisé du stupa. Un certain nombre de pièces de bronze datant de la dynastie des Song du Nord ont également été découvertes lors de la restauration de la pagode.

### Galerie d'image des objets découverts

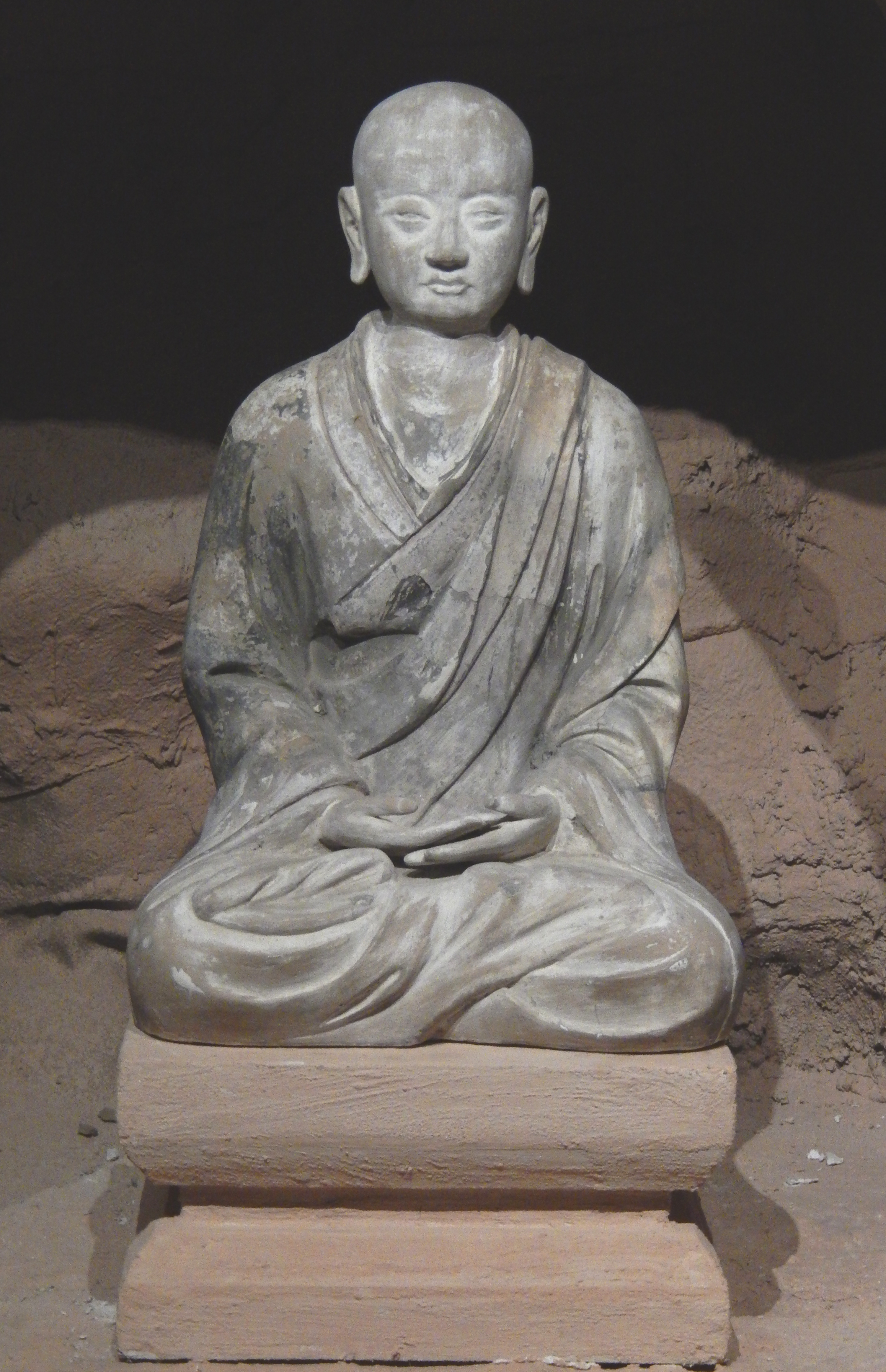
Statue d'un arhat
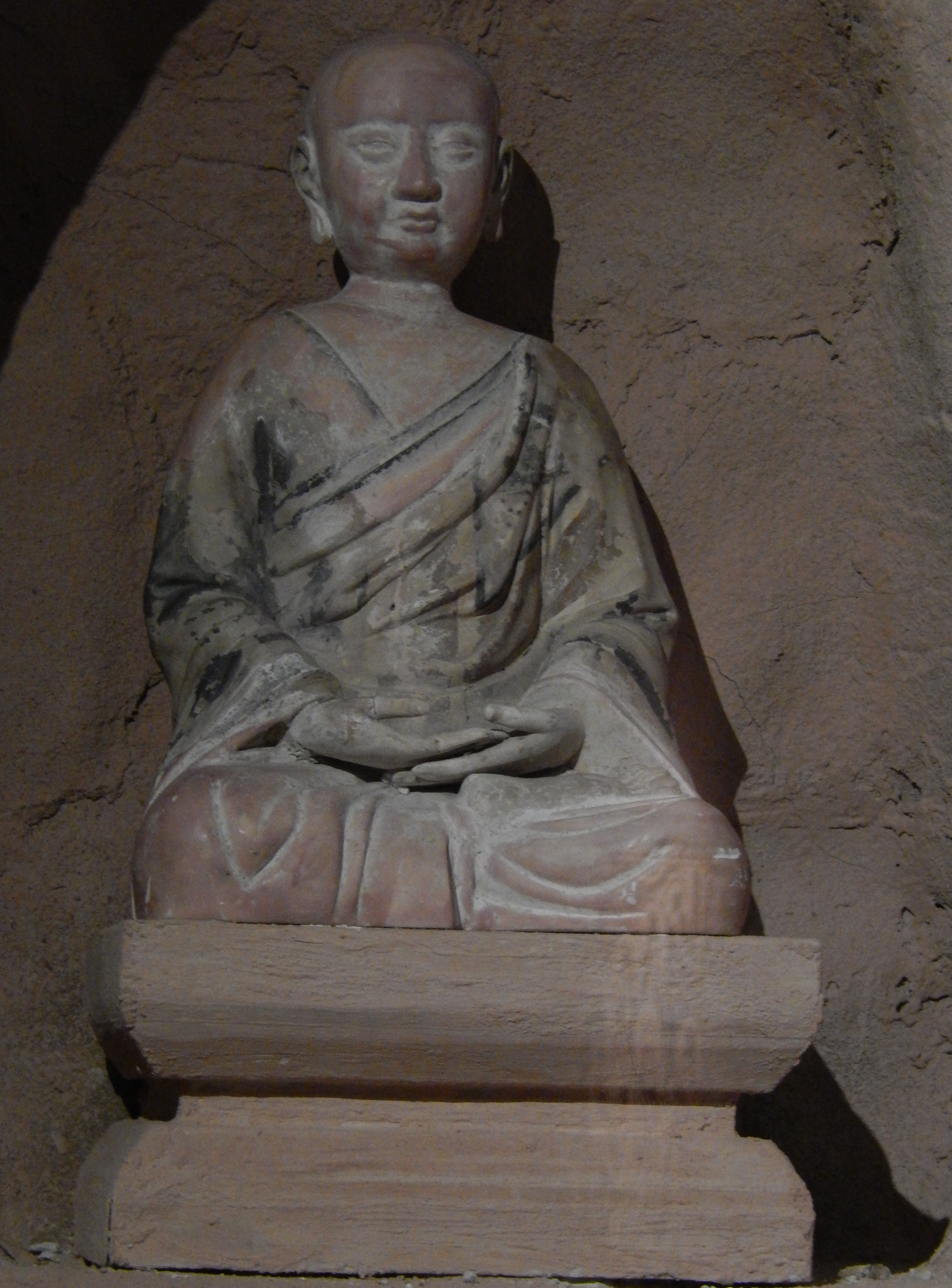
Statue d'un arhat
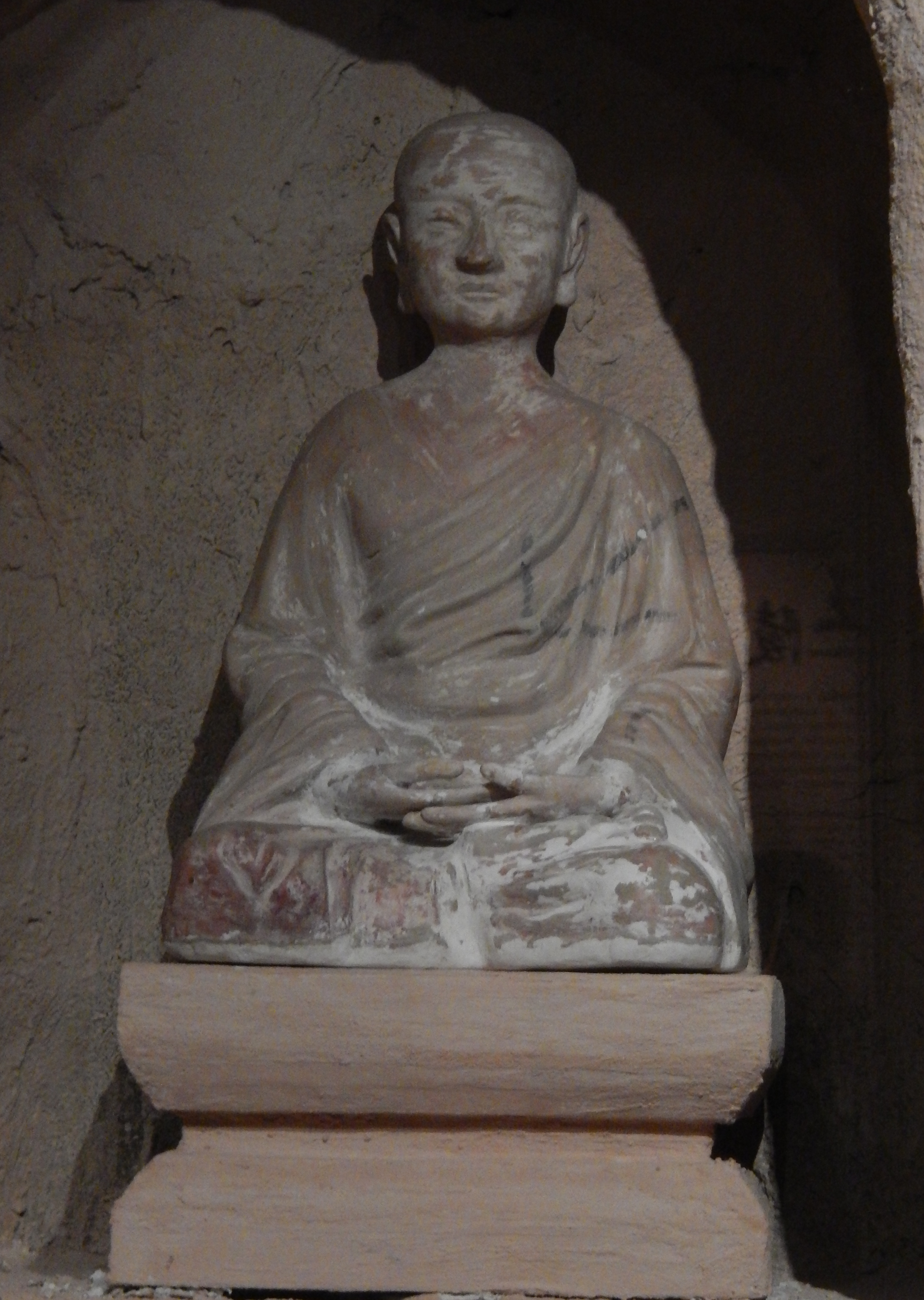
Statue d'un arhat
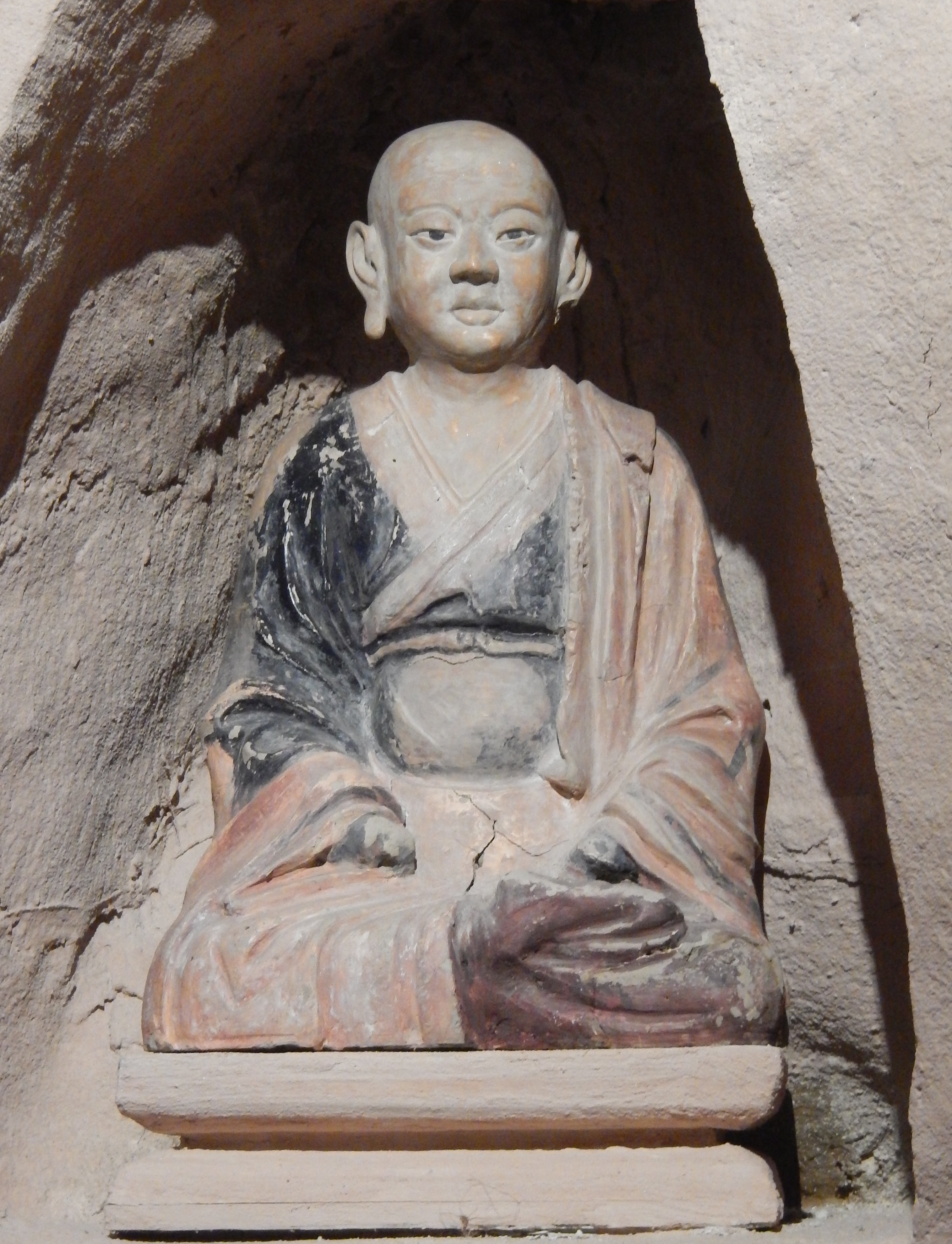
Statue d'un arhat
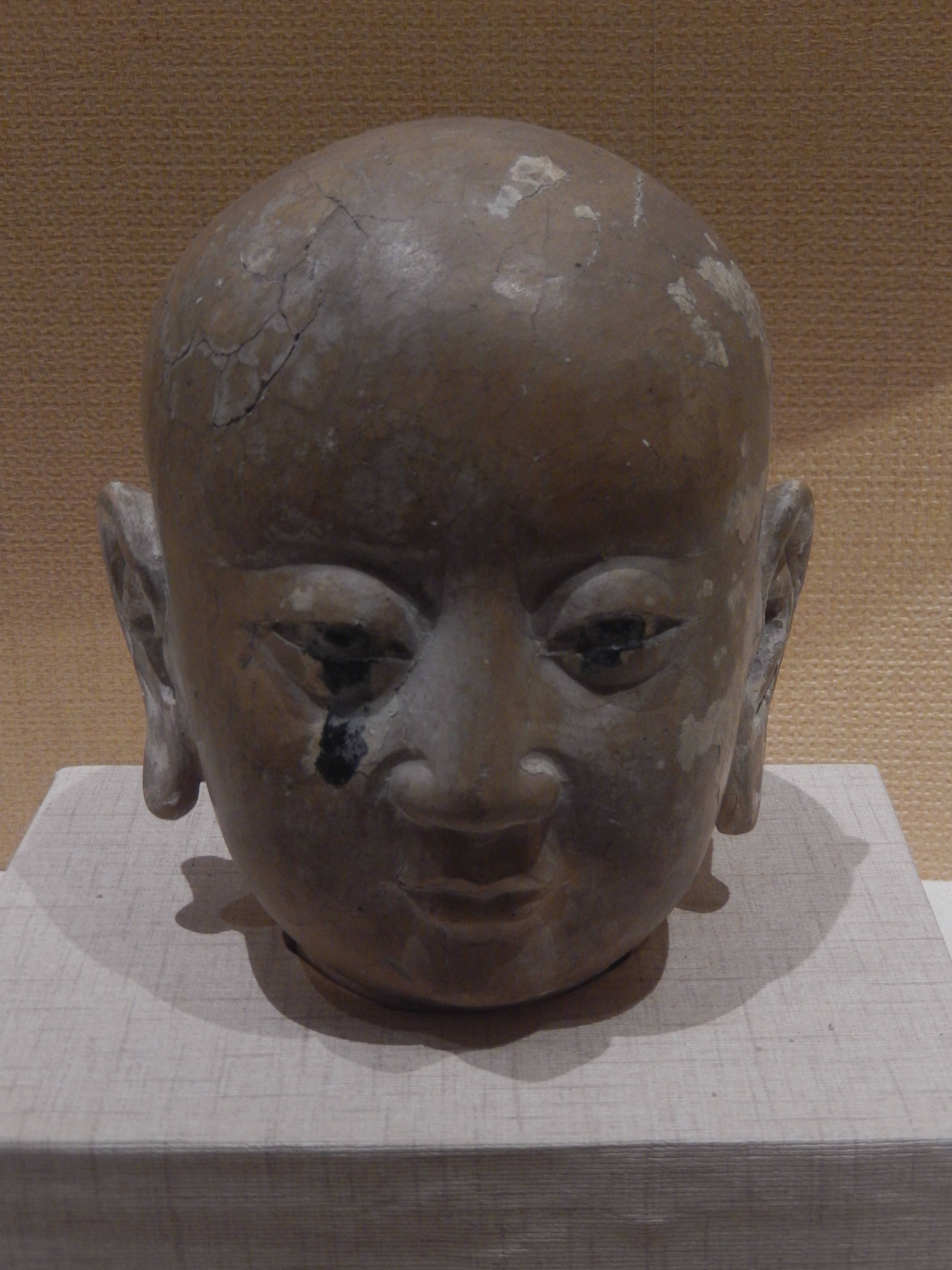
Tête d'arhat
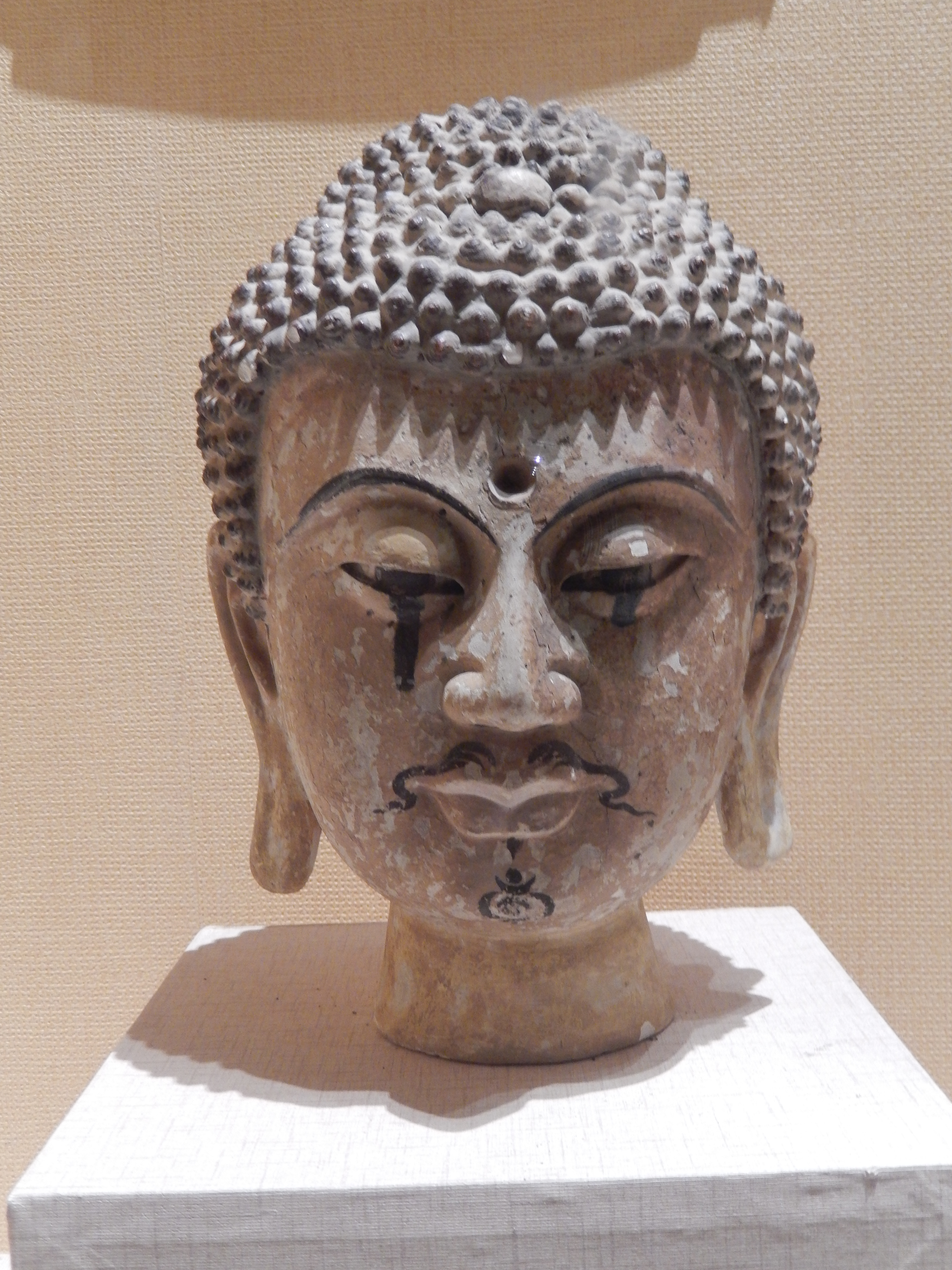
Tête de Bouddha
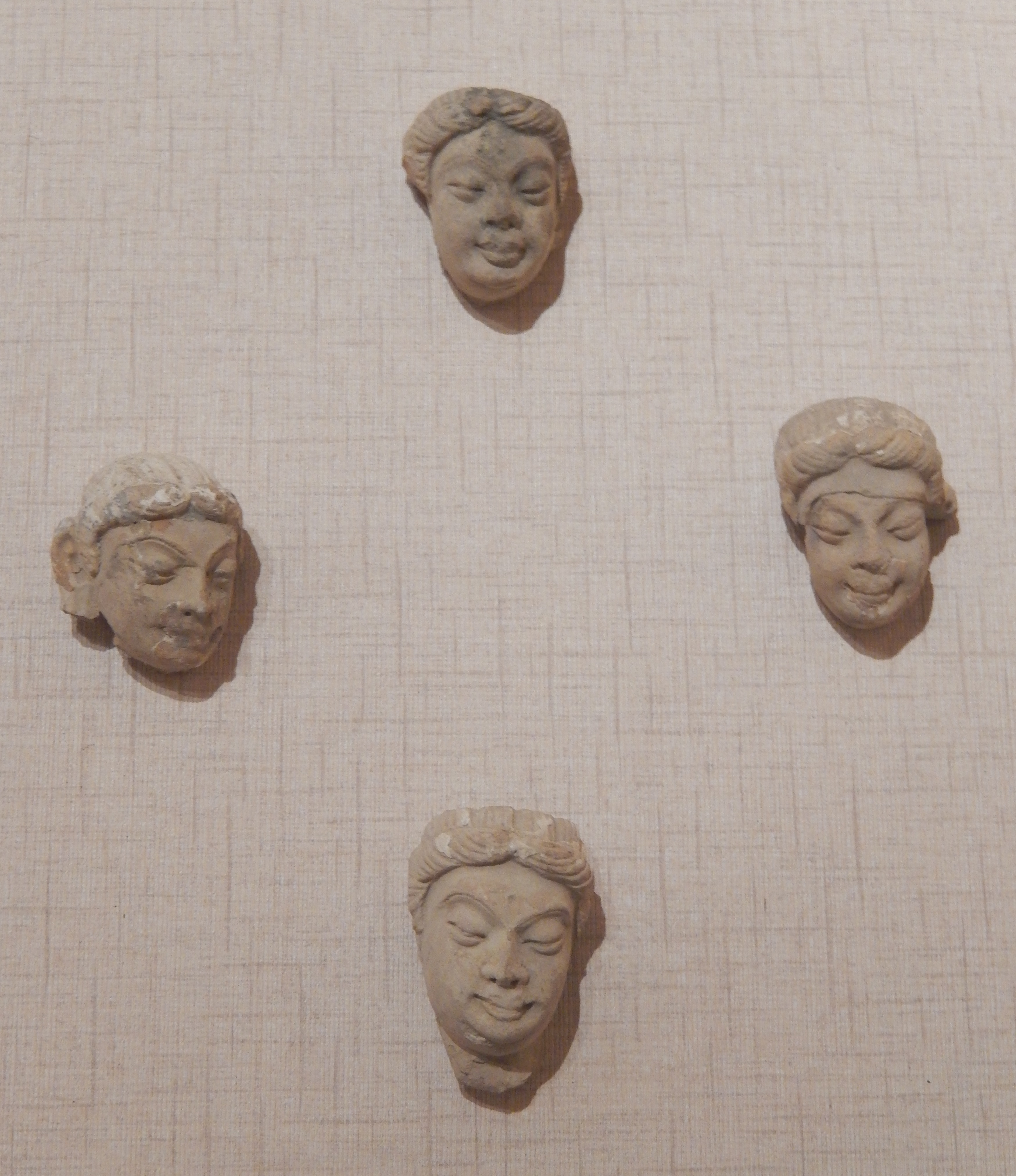
Têtes de bouddhas en argile
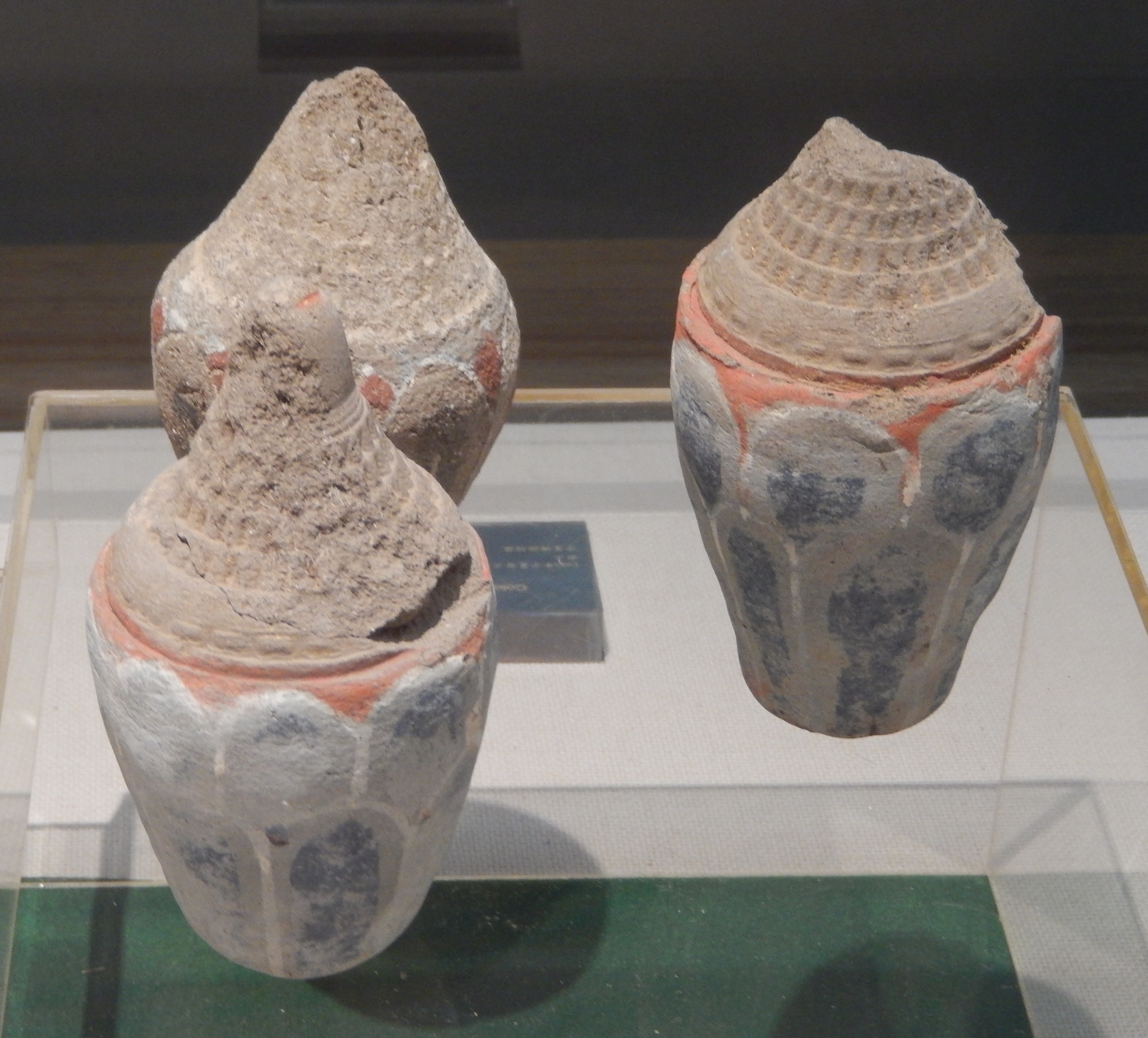
Modèles de stupa en poterie peinte
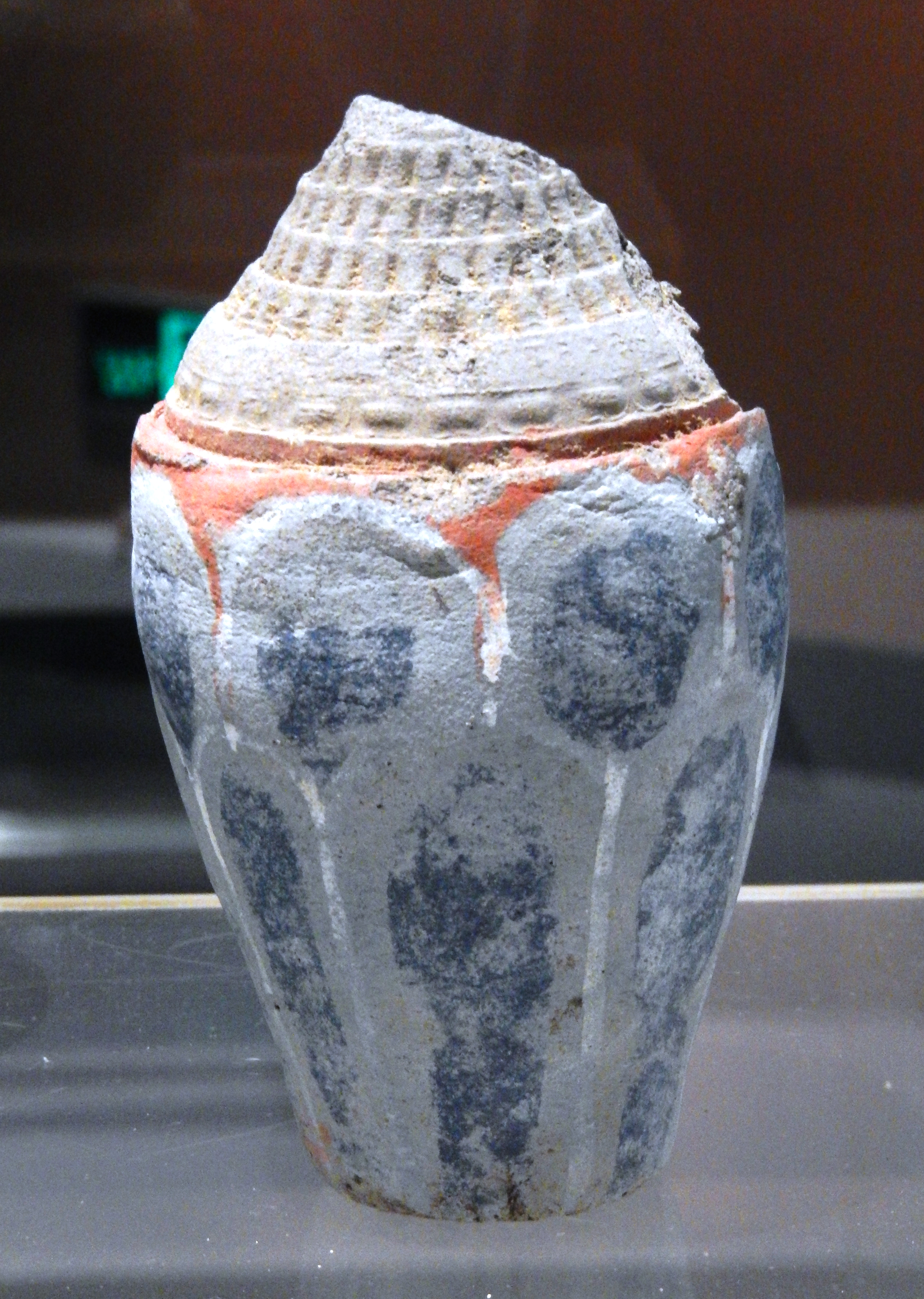
Modèle de stupa en poterie peinte
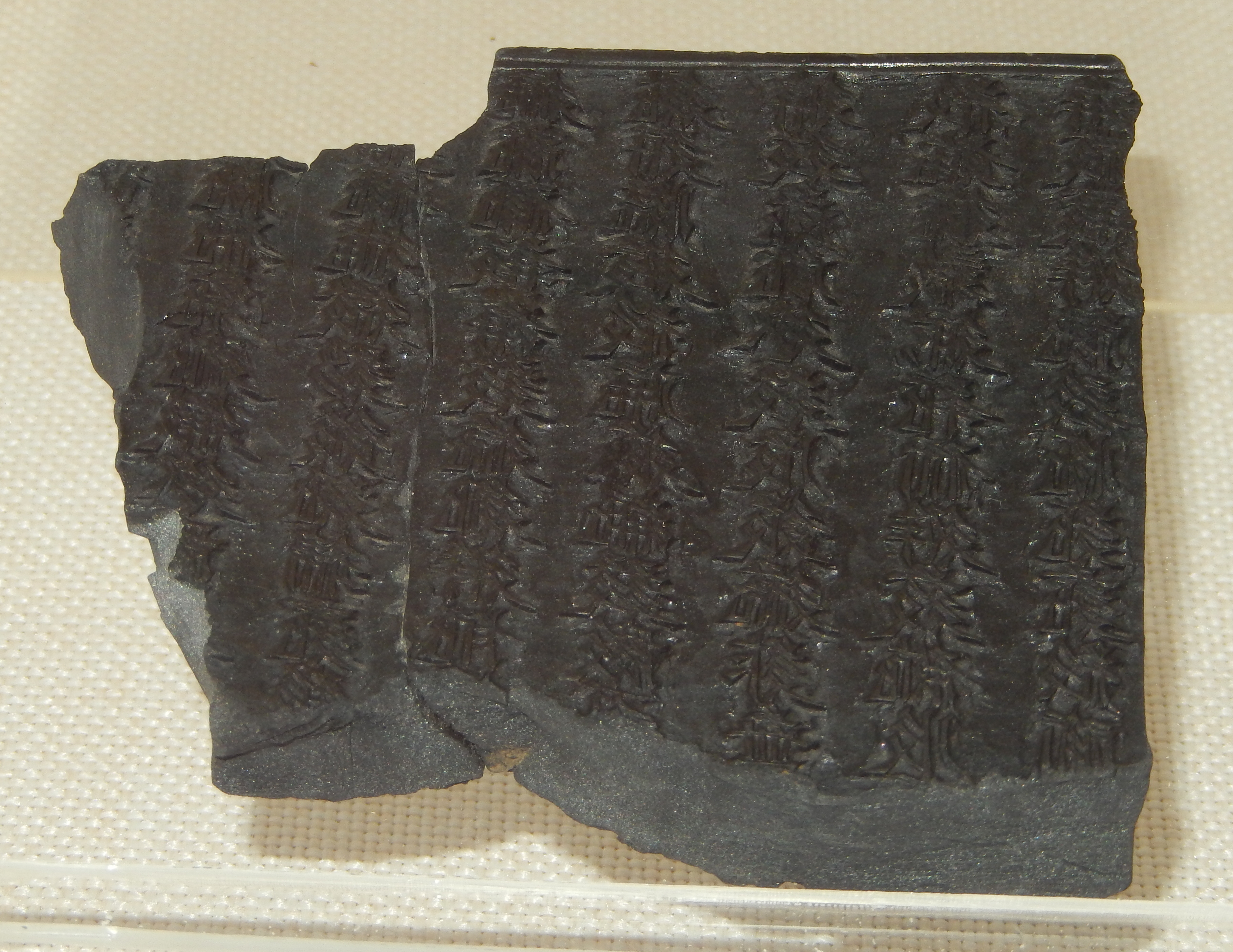
Bloc d'impression en bois avec caractères Tangoutes
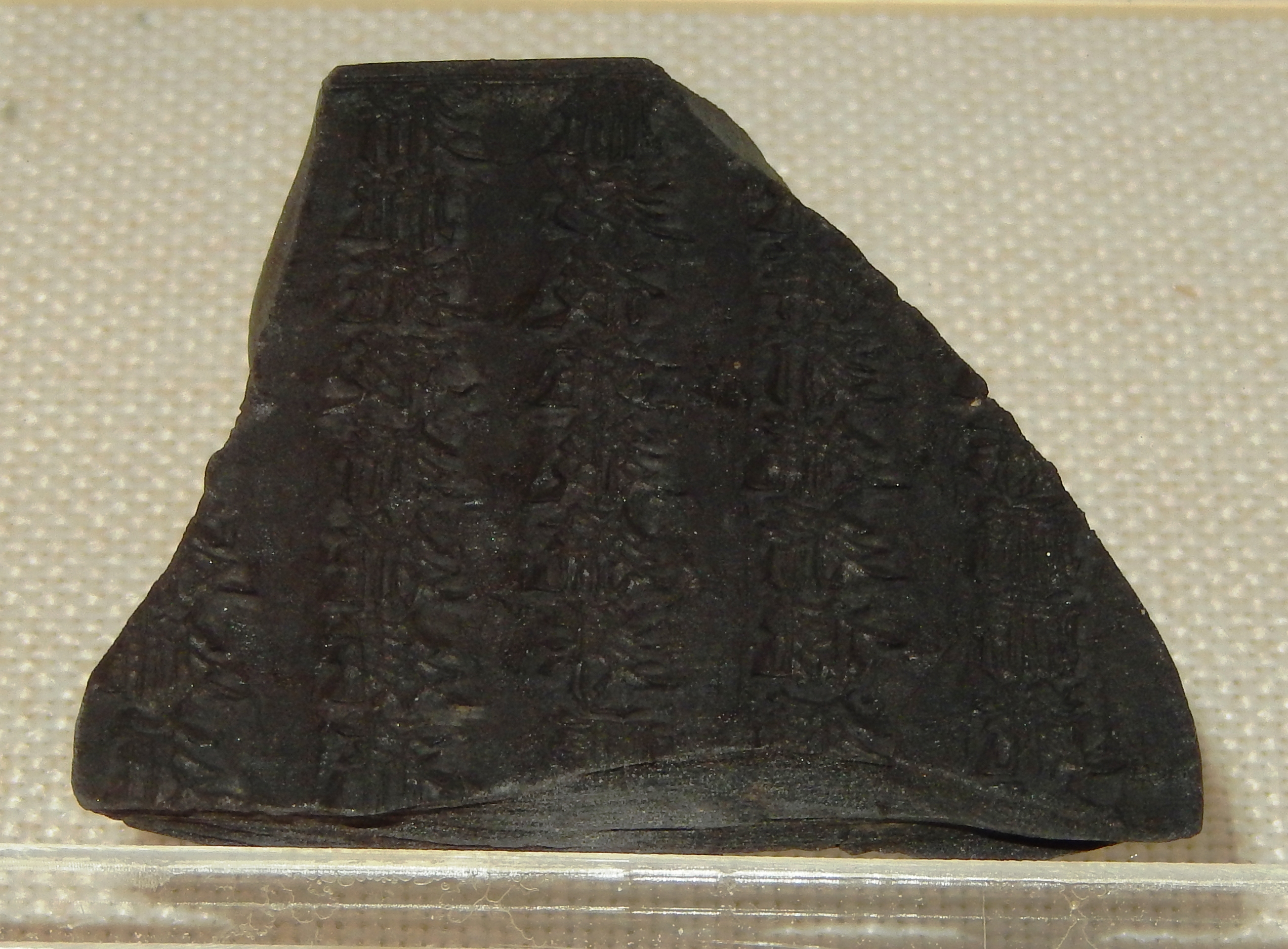
Bloc d'impression en bois avec caractères Tangoutes
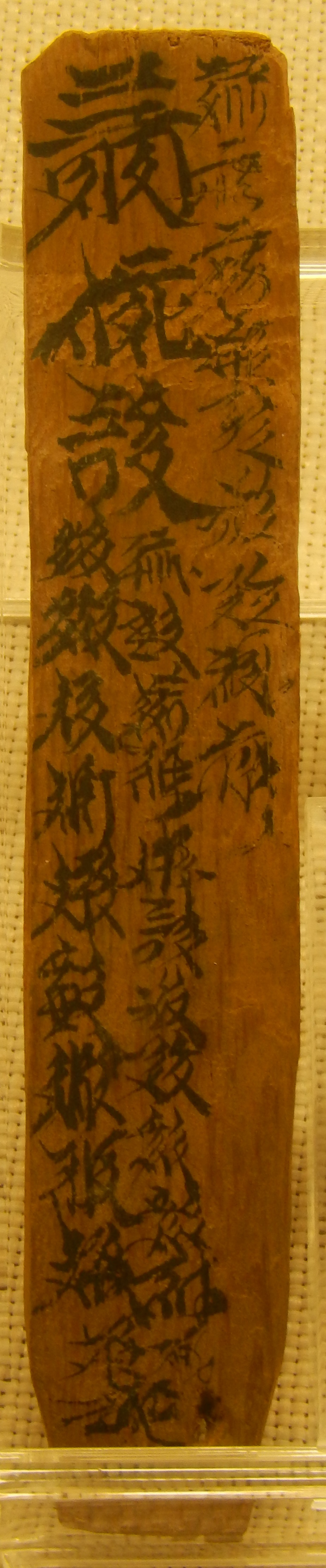
Tablette en bois avec écriture Tangoute

## Voir également

## Crédit d'auteurs
- (en) Cet article est partiellement ou en totalité issu de l’article de Wikipédia en anglais intitulé « Hongfo Pagoda » (voir la liste des auteurs).